# ラザール・ポンティセリ
ラザール・ポンティセリ（Lazare Ponticelli, 1897年12月7日 - 2008年3月12日）は、フランス陸軍およびイタリア陸軍の元兵士。第一次世界大戦に従軍したフランス軍兵士で、最後に亡くなった人物。

## 経歴
北イタリア・ベットラに生まれた。6歳で父親と兄が亡くなり、近隣の家庭に預けられることとなった。9歳でフランス在住の兄を頼りパリに移住、新聞の売り子などを行った。1914年8月に年齢を偽り、フランス陸軍外人部隊に志願した。フランス北東部で任務に就いている。
1915年にイタリアが連合国側で参戦すると、イタリア陸軍への入隊を命ぜられた。彼は拒否したが、憲兵の護衛付きでイタリアへ送られた。イタリア陸軍では機関銃手としてオーストリア＝ハンガリー軍と対峙した。イタリアでは砲弾により負傷を経験している。また、毒ガス攻撃も受けた。
第一次世界大戦後はフランスに戻り、1920年にパリに金属加工会社を起こしている。第二次世界大戦中はレジスタンスとして活動した。
晩年は娘とともに暮らしていた。第一次世界大戦に参加した数少ない存命者となってからは、フランス政府から、死去の際は国葬にしたいとの打診を受けていたが、当初は固辞していた。後に"第一次世界大戦に参加し死去した全ての男女の名において"ならば国葬を受け入れるとした。
2008年3月12日に死去。国葬は3月17日にオテル・デ・ザンヴァリッドで行われた。棺はフランス外人部隊の手によって運ばれた。葬儀後、パリの市民墓地に埋葬されている。